# Ute Schmid
Ute Schmid (* 1964 in München) ist eine deutsche Politikerin (Bündnis 90/Die Grünen).
Bei der Landtagswahl im Saarland 1994 wurde die Homburger Ärztin Ute Schmid zwar gewählt, jedoch nahm sie das Mandat nicht an. Für sie rückte Andreas Pollak nach.